# Neuseeländische Cricket-Nationalmannschaft in den Niederlanden in der Saison 2022
Die Tour der neuseeländischen Cricket-Nationalmannschaft in den Niederlanden in der Saison 2022 fand vom 4. bis zum 5. August 2022 statt. Die internationale Cricket-Tour war Bestandteil der Internationalen Cricket-Saison 2022 und umfasste zwei Twenty20s. Neuseeland gewann die Serie 2–0.

## Vorgeschichte
Die Niederlande bestritten zuvor eine Tour gegen England, Neuseeland eine Tour in Schottland. Das letzte Aufeinandertreffen der beiden Mannschaften bei einer Tour fand in der Saison 2021/22 in Neuseeland statt.

## Stadien
Das folgende Stadion wurden für die Tour als Austragungsort vorgesehen.
| Stadion             | Stadt    | Kapazität | Spiele      |
| ------------------- | -------- | --------- | ----------- |
| Sportpark Westvliet | Voorburg | 1.500     | 1. & 2. T20 |

## Kaderlisten
Südafrika benannte seine Kader am 29. Juni 2022.
| Twenty20 | Twenty20 |
| Niederlande | Neuseeland |
| --- | --- |
| - Scott Edwards (K, wk) - Shariz Ahmad - Logan van Beek - Tom Cooper - Aryan Dutt - Clayton Floyd - Vivian Kingma - Ryan Klein - Bas de Leede - Stephan Myburgh - Teja Nidamanuru - Max O’Dowd - Tim Pringle - Vikramjit Singh | - Mitchell Santner (K) - Finn Allen - Michael Bracewell - Mark Chapman - Dane Cleaver (wk) - Jacob Duffy - Lockie Ferguson - Martin Guptill - Adam Milne - Daryl Mitchell - James Neesham - Glenn Phillips - Michael Rippon - Ben Sears - Ish Sodhi - Blair Tickner |

## Twenty20 Internationals

### Erstes Twenty20 in Voorburg
| 3. August Scorecard | Voorburg | Neuseeland 148-7 (20)          | – | Niederlande 132 (19.3) |
|                     |          | Neuseeland gewinnt mit 16 Runs |   |                        |

Neuseeland gewann den Münzwurf und entschied sich als Schlagmannschaft zu beginnen. Eröffnungs-Batter Martin Guptill gelang es sich zu etablieren und an seiner Seite erreichte Daryl Mitchell 15 Runs. Guptill schied nach 45 Runs aus und Glenn Phillips nach 14 Runs. Der hineinkommende James Neesham konnte dann 32 Runs erreichen, bevor Ish Sodhi 19 Runs erzielte und so die Vorgabe auf 149 Runs erhöhte. Beste niederländischen Bowler waren Shariz Ahmad mit 2 Wickets für 15 Runs und Logan van Beek mit 2 Wickets für 35 Runs. Für die Niederlande etablierte sich der dritte Schlagmann Bas de Leede und an seiner Seite erzielte Kapitän Scott Edwards 20 Runs. De Leede verlor dann das letzte Wicket nach einem Fifty über 66 Runs. Beste neuseeländische Bowler waren Blair Tickner mit 4 Wickets für 27 Runs und Ben Sears mit 3 Wickets für 22 Runs.

### Zweites Twenty20 in Voorburg
| 5. August Scorecard | Voorburg | Niederlande 147-4 (20)           | – | Neuseeland 149-2 (14) |
|                     |          | Neuseeland gewinnt mit 8 Wickets |   |                       |

Niederlande gewann den Münzwurf und entschied sich als Schlagmannschaft zu beginnen. Für die Niederlande fand Eröffnungs-Batter Stephan Myburgh mit dem vierten Schlagmann Bas de Leede einen Partner. Myburgh schied nach 24 Runs aus und wurde durch Tom Cooper gefolgt der 26 Runs erreichte. Zusammen mit dem hineinkommenden Scott Edwards erhöhte Myburgh die Vorgabe auf 148 Runs. Myburgh hatte dabei ein Half-Century über 53* Runs erreicht und Edwards 26* Runs. Bester neuseeländischer Bowler war Michael Bracewell mit 2 Wickets für 20 Runs. Nachdem der neuseeländische Eröffnungs-Batter Finn Allen nach 13 Runs ausgeschieden war, konnte die Partnerschaft aus Mitchell Santner und Daryl Mitchell die Vorgabe im 14. Over einholen. Santner erzielte dabei ein Fifty über 77* Runs, Mitchell über 51* Runs. Die niederländischen Wickets erzielten Bas de Leede und Tim Pringle.